# إيان واطسون (سياسي)
يان واتسون هو محامي وسياسي كندي، ولد في 10 أبريل 1934 في هوويك في كندا. حزبياً، نشط في الحزب الليبرالي الكندي. وقد انتخب عضو مجلس العموم الكندي.